# Scotiabank Arena
La Scotiabank Arena, conosciuta come Air Canada Centre fino al 2018, è un'arena polivalente situata a Bay Street nel centro di Toronto, Ontario, Canada. Ospita le partite casalinghe dei Toronto Maple Leafs di NHL, dei Toronto Raptors di NBA e dei Toronto Rock della National Lacrosse League. In passato ha ospitato anche i Toronto Phantoms di AFL durante la loro breve esistenza.
L'arena è di proprietà della Maple Leaf Sports & Entertainment Ltd., lo stesso gruppo che possiede sia i Leafs che i Raptors. La prima partita dei Maple Leafs qui si giocò il 20 febbraio 1999 contro i Canadiens de Montréal, mentre i Raptors giocarono qui la prima volta contro i Vancouver Grizzlies. L'arena ha ospitato l'NHL All-Star Game del 2000, la finale della World Cup of Hockey 2004 e tutti gli incontri della World Cup of Hockey 2016.
La struttura polifunzionale ha consentito di adibirlo anche a manifestazioni culturali come i concerti di musica rock e pop internazionale. I canadesi The Tragically Hip furono i primi a esibirsi in concerto all'arena il 22 febbraio 1999, registrando il tutto esaurito. Nel loro Lost Highway Tour del 2007-2008 i Bon Jovi tennero cinque concerti a Toronto e detengono il record per il numero di concerti tenuti all'ACC durante un singolo tour. A tenere qui quattro concerti durante lo stesso tour sono stati gli U2, le Spice Girls, The Police e i Rush. Cher vi si esibì il 7 aprile 2014, registrando il tutto esaurito, all'interno del suo Dressed To Kill Tour, portando a cinque il numero complessivo delle sue esibizioni all'Air Canada Centre.
La popstar italiana Laura Pausini si è esibita una volta all'Air Canada Centre il 23 ottobre 2009 in occasione del suo World Tour 2009.
Nelle date del 13 e 14 agosto 2011 all'Air Canada Centre del Femme Fatale Tour della superstar americana Britney Spears l'emittente televisiva Epix HD ha ripreso l'intero show in alta qualità 1080p Full HD; il concerto è stato pubblicato in DVD con il titolo Britney Spears Live: The Femme Fatale Tour.
Nel febbraio 2016 ha ospitato l'NBA All-Star Weekend 2016.
Il 1º luglio 2018 lo stadio dei ha cambiato nome da Air Canada Centre a Scotiabank Arena.
L'arena ha ospitato vari eventi di wrestling: della WWE, tra cui recentemente ha ospitato Survivor Series nel 2016 e SummerSlam nel 2019. In ambito AEW, nel 2023 ospiterà il secondo episodio AEW Collision e il primo PPV fuori dagli Stati Uniti, ossia la seconda edizione di Forbidden Door, organizzato congiuntamente con la New Japan Pro-Wrestling.